# David Hunt (rechter)
David Hunt (Sydney, 15 februari 1935 - 19 juli 2019) was een Australisch jurist. Hij begon zijn loopbaan in de advocatuur en werd in 1979 benoemd tot opperrechter voor New South Wales. Vanaf 1998 diende hij vier jaar als rechter van het Joegoslavië-tribunaal.

## Levensloop
Hunt studeerde aan de Universiteit van Queensland en slaagde hier in 1956 als Bachelor of Arts en in 1958 als Bachelor of Laws. Nog hetzelfde jaar werd hij toegelaten tot de advocatuur. In 1975 werd hij daarbij advocaat van de kroon (Queen's Counsel).
In 1979 werd hij benoemd tot rechter van het hooggerechtshof van New South Wales, waarbij hij een aantal jaren hoofdrechter voor gewoonterecht was. Direct na zijn pensionering in 1998 werd hij rechter van het Joegoslavië-tribunaal in Den Haag. Hier bleef hij aan tot 2003 en diende hij ook voor de gezamenlijke beroepskamer van het tribunaal met het Rwanda-tribunaal.
Hunt schreef verschillende boeken en artikelen, waarvan er enkele in onder meer The Judicial Review verschenen. In 2000 werd hij benoemd tot Officier in de Orde van Australië.
De rechter leed na zijn 80e aan dementie en overleed op 84-jarige leeftijd.

## Werk (selectie)
- 197?: The conduct of the defendant to an action for defamation, New South Wales Bar Association, Council for Advanced Legal Studies, Sydney
- 1982: Notes on defamation practice : being collected decisions from the Defamation List 1979-1981, ISBN 9780867501377
- 1983: New problems--mapping the defamation minefield, met Bernard Teague, Media Law Conference, Melbourne
- 1987: Defamation, pre-trial practice, New South Wales Bar Association, Sydney
- 1989: Report of the inquiry pursuant to s 475 of the Crimes Act 1900 into the guilt of Douglas Harry Rendell of the murder of Yvonne Kendal, New South Wales
- 1990: Aspects of the law of defamation in New South Wales, met  J.C. Gibson, ISBN 9780908199273
- 1995: Evidence Act 1995 : changes in evidence law and practice, met J.D. Heydon en Bryan A. Beaumont, Judicial Commission of New South Wales, Sydney
- 2004: Report of the inquiry into the Centenary House Lease, ISBN 9780646442907